# Sindarin
El sindarin (llamado también élfico gris) es una lengua artificial creada por el escritor y filólogo británico J. R. R. Tolkien que aparece en sus historias sobre el mundo de Arda, y que es la lengua élfica más hablada en la Tierra Media. El sindarin es, junto con el quenya, una de las dos ideolenguas de Tolkien desarrolladas lo suficiente para que en ellas se puedan escribir textos largos. La escritura del sindarin suele emplear normalmente las tengwar, aunque también se pueden usar las runas cirth. El nombre sindarin es en realidad un dativo en quenya, que significa ‘a los sindar’. El nombre nativo del idioma sería edhellen (‘élfico’).

## Historia interna
Originalmente Tolkien imaginó que el lenguaje que se convertiría en sindarin era el hablado por los noldor, el segundo clan de los elfos. De esta forma, la lengua se llama «noldorin» en los textos anteriores a El Señor de los Anillos, como por ejemplo en Las Etimologías. Sin embargo, Tolkien decidió finalmente que fuera la lengua de los sindar, el tercer clan de los elfos. Cuando el noldorin se convirtió en sindarin, también adoptó algunas características de la lengua ilkorin, hasta entonces sin relación alguna. Tolkien basó el sonido y parte de la gramática de su noldorin/sindarin en el galés, y esa es la razón por la que el sindarin muestra muchas mutaciones características de las lenguas celtas.
De esta forma, el sindarin se convirtió en la lengua de los sindar, el grupo de elfos teleri que prefirieron quedarse atrás durante la Gran Marcha de los elfos, por lo que el sindarin descendía de la lengua telerin común. Cuando los noldor volvieron a la Tierra Media desde Aman, usaron su lengua nativa, el quenya, ya que les parecía más hermosa, aunque comenzaron a aprender el sindarin. Sin embargo, los noldor hubieron de hablar el sindarin exclusivamente tras la prohibición que hiciera Thingol de usar el quenya debido a la Matanza de Alqualondë, aunque fue preservado como la lengua del conocimiento, como el latín. 
Durante la Primera Edad existieron varios dialectos del sindarin:
- Doriathrin, o la lengua de Doriath, una variante que conserva muchos arcaísmos.
- Falathrin, o la lengua de los falathrim de las Falas, más tarde también hablada en Nargothrond.
- Sindarin del Norte, dialectos originalmente hablados en Hithlum y Dorthonion por los sindar. Estos dialectos poseían muchas palabras propias y no eran completamente inteligibles con el sindarin de Beleriand.

Con excepción del doriathrin, todos los dialectos evolucionaron bajo influencia del quenya y adoptaron muchas de sus características, así como muchos cambios fonéticos creados por los noldor, muy aficionados a jugar con las lenguas. Los diferentes dialectos desaparecieron después de que los noldor y los sindar se dispersaran tras las batallas de Beleriand. En los refugios de la isla de Balar y de las bocas del Sirion apareció un nuevo dialecto entre los refugiados, que se apoyaba principalmente en el falathrin. 
Durante la Segunda Edad, antes de la Caída de Númenor, la mayoría de los hombres de la isla también hablaban la lengua sindarin además del adunaico, la lengua propia de los hombres que descendían de las tres casas de los edain. De esta forma, el sindarin se convirtió en una lingua franca para todos los elfos y sus partidarios, hasta que llegaron los tiempos en que los elfos fueron rechazados, excepto por los Fieles. Tras la caída, el conocimiento de la lengua se mantuvo en los reinos de Númenor en el exilio, fundados por los Fieles en Arnor y Gondor, hasta que paulatinamente cedió su status de lengua común al oestron a lo largo de la Tercera Edad, y fue sólo estudiado por los gobernantes y las personas cultas.

## Gramática
La gramática de este idioma es principalmente analítica, con ciertos rasgos particulares introducidos por su creador. Los plurales en sindarin se caracterizan por una «afección de la i», como solía llamarla Tolkien. La palabra sindarin para ello es prestanneth (‘perturbación’, ‘afecto’) y es equivalente al umlaut alemán. El proceso se resume en que el plural se forma modificando la vocal en la palabra, como en inglés man/men o goose/geese, o en alemán Haus/Häuser o Mann/Männer. Por ejemplo el plural de la palabra sindarin adan (ser humano) es edain. El origen de este cambio es la antigua terminación de plural -ī que ha afectado a las vocales de la palabra acercándolas a su propio sonido. Una vez realizada la modificación, la propia terminación desapareció (todas las vocales finales se han perdido). Así pues, los plurales en sindarin ya no son en -ī a final de palabra, pero aún mantienen las evidencias de la presencia anterior de esa vocal.
| En sílabas que no estén al final | En sílabas que no estén al final |
| -------------------------------- | -------------------------------- |
| a > e                            | galadh > gelaidh                 |
| e > e                            | bereth > berith                  |
| i > i                            | fireb > firib                    |
| o > e                            | golodh > gelyth                  |
| u > y                            | tulus > tylys                    |
| y > y                            | (Aún no tenemos un ejemplo)      |
| En sílabas finales               |                                  |
| a > ai                           | adan > edain                     |
| â > ai                           | tâl > tail                       |
| e > i                            | edhel > edhil                    |
| ê > î                            | hên > hîn                        |
| i > i                            | brennil > brennil                |
| î > î                            | dîs > dîs                        |
| o > y                            | annon > ennyn                    |
| ó > ý                            | bór > býr                        |
| ô > ŷ                            | thôn > thŷn                      |
| u > y                            | urug > yryg                      |
| û > ui                           | hû > hui                         |
| y > y                            | ylf > ylf                        |
| ý > ý                            | mýl > mýl                        |
| au > oe                          | naug > noeg                      |

|          | Nominativo | Acusativo | Locativo | Dativo    |
| -------- | ---------- | --------- | -------- | --------- |
| Singular | telch      | delch     | mi telch | an thelch |
| Plural   | tilch      | dilch     | mi tilch | an thilch |

El sindarin presenta una serie de mutaciones consonánticas. Estas ocurren cuando se añade una partícula asociada (como un artículo o una preposición) delante de una palabra, mutándola modificando la primera consonante; a menudo la preposición también cambia. La mutación ocurre en muchas otras situaciones, como por ejemplo, en compuestos como elvellyn (el ‘elfo’ + mellyn, ‘amigos’), o en objetos directos.
| Básica | Suave | Nasal | Mixta | Oclusiva | Líquida |
| ------ | ----- | ----- | ----- | -------- | ------- |
| b      | v     | m     | b     | b        | v       |
| c      | g     | ch    | g     | ch       | ch      |
| d      | dh    | n     | d     | d        | dh      |
| g      | '     | ng    | g     | g        | '       |
| h      | ch    | ch    | h     | ch       | ch      |
| lh     | thl   | 'l    | 'l    | thl      | 'l      |
| m      | v     | m     | m     | m        | v       |
| p      | b     | ph    | b     | ph       | ph      |
| rh     | thr   | 'r    | 'r    | thr      | 'r      |
| s      | h     | s     | h     | s        | s       |
| t      | d     | th    | d     | th       | th      |

Algunas palabras que comienzan en «b», «d», y «g» pueden venir de una raíz con mb-, nd-, y ng- respectivamente, así que la mutación será especial:
| Básica | Suave | Nasal | Mixta | Detenida | Líquida |
| ------ | ----- | ----- | ----- | -------- | ------- |
| b      | m     | mb    | mb    | mb       | b       |
| d      | n     | nd    | nd    | nd       | d       |
| g      | ng    | g     | g     | g        | g       |

Los verbos en sindarin también son bastante complejos. Existen verbos «fuertes» y «débiles», también llamados de raíz en -i y de raíz en -a. Al igual que en los verbos fuertes y débiles en inglés y alemán, los fuertes son más irregulares que los débiles. El sindarin también posee un gran número de verbos irregulares.
| Raíz verbal         | blab-          | lacha-             |
| Infinitivo          | blebi          | lacho              |
| Presente            | blebi-, blâb   | lacha-, lacha      |
| Pasado              | blemmi-, blamp | lachanne-, lachant |
| Futuro              | blebitha-      | lachatha-          |
| Imperativo          | blabo!         | lacho!             |
| Participio activo   | blabel         | lachol             |
| Participio perfecto | blóbiel        | lachiel            |
| Participio pasivo   | blammen        | lachannen          |
| Gerundio            | blabed         | lachad             |

## Fonética
| Letra | AFI   | Notas                                                |
| ----- | ----- | ---------------------------------------------------- |
| a     | a     |                                                      |
| b     | b     |                                                      |
| c     | k     |                                                      |
| ch    | x     |                                                      |
| d     | d     |                                                      |
| dh    | ð     |                                                      |
| e     | ɛ     |                                                      |
| f     | f, v  | [v] al final o antes de la n, [f] en los demás casos |
| g     | g     |                                                      |
| h     | h     |                                                      |
| hw    | ʍ     |                                                      |
| i     | j, i  | [j] antes de vocal, [i] en los demás casos           |
| l     | l     |                                                      |
| lh    | ɬ     |                                                      |
| m     | m     |                                                      |
| n     | n     |                                                      |
| ng    | ŋ, ŋg | [ŋ] al final, [ŋg] en los demás casos                |
| o     | ɔ     |                                                      |
| p     | p     |                                                      |
| ph    | f, ff | [f] al final, [ff] en los demás casos                |
| r     | r     |                                                      |
| rh    | r̥     |                                                      |
| s     | s     |                                                      |
| t     | t     |                                                      |
| th    | θ     | En el sindarin de la Tercera Edad suena /s/          |
| u     | u     |                                                      |
| v     | v     |                                                      |
| w     | w     |                                                      |
| y     | y     | Pronunciada como la ü alemana o u francesa           |

El sindarin se diseñó de tal forma que su fonética fuese similar a la del galés, presentando múltiples similitudes en sus fonemas. Una tilde significa el alargamiento de una vocal (á, é, etc). En palabras monosílabas se utiliza un circunflejo (â, ê, etc). Sin embargo, por razones prácticas, los usuarios de los caracteres ISO Latin-1 suelen sustituir ŷ por ý.
Entre los diptongos que existen tenemos ai, ei y au, que se pronuncian como en español, y otros diptongos como ui, ae y oe; Tolkien sugería que podía sustituirse ai por oi si no se es muy intransigente con los detalles. Quienes hablan alemán tienen cierta ventaja puesto que los diptongos ae y oe se pronuncian como los alemanes ei/ai y eu/äu.
En el sindarin primitivo existía una vocal similar a la alemana ö ([œ]), que  Tolkien solía transcribirla como œ, y no como oe, que es la forma en la que suele aparecer en publicaciones como El Silmarillion, por ejemplo Nírnaeth Arnoediad (léase Nírnaeth Arnœdiad) o Goelydh (léase: Gœlydh). Con el tiempo, esta vocal empezó a ser pronunciada como [ɛ] y a ser transcrita de esta forma (Gelydh).
El sindarin arcaico también contaba con una m aspirada o una v nasal ([ɱ]), que era transcrita como mh, y que pasó a pronunciarse como [v] en el sindarin tardío.